# Amora (Aviatico)
Amora [aˈmɔːɾa] (Amöra [aˈmøɾa] in dialetto bergamasco) è una frazione del comune di Aviatico, in provincia di Bergamo.

## Geografia fisica

### Territorio

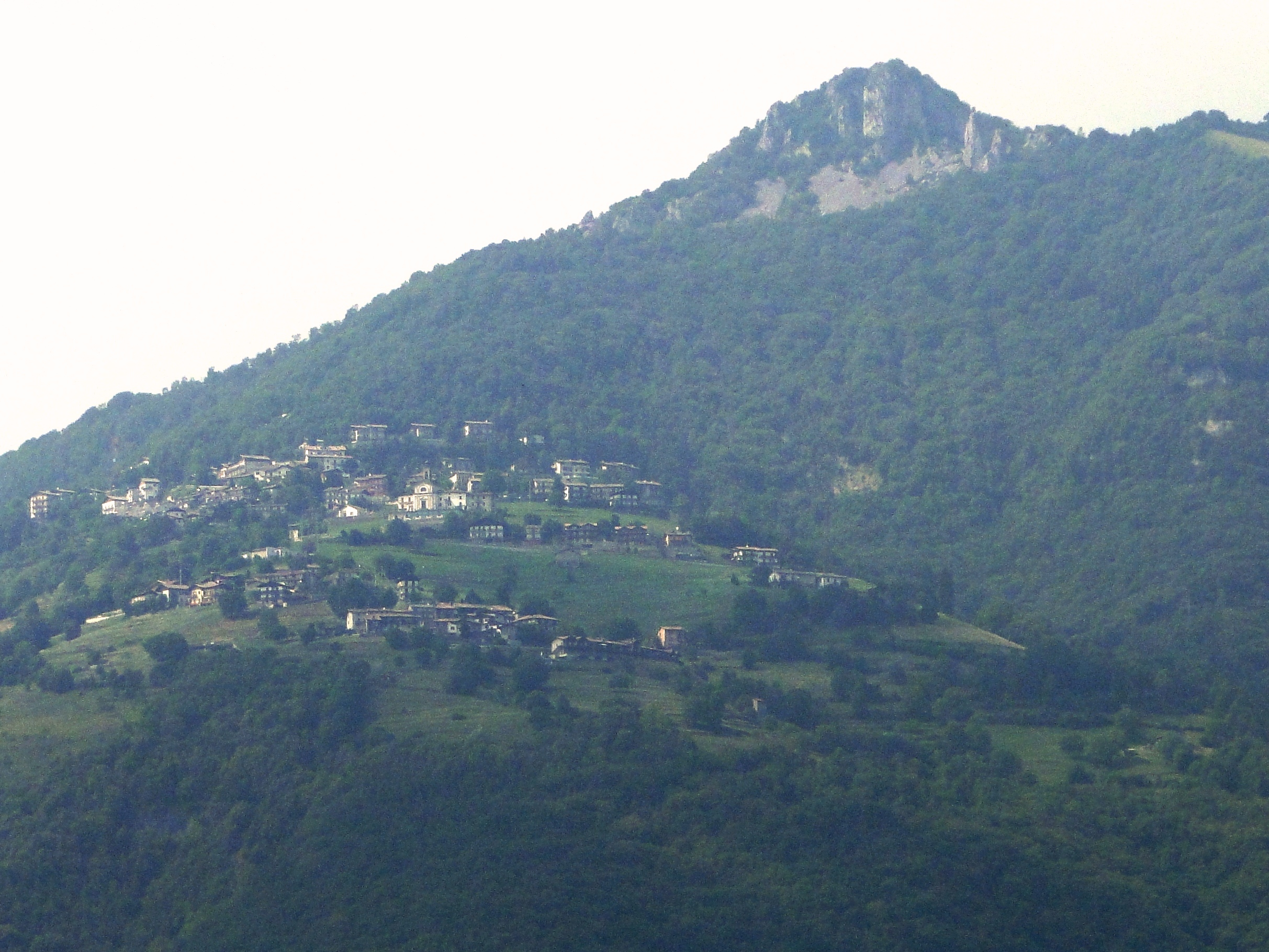
Panorama dell’abitato, sovrastato dalla Cornagera, visto dal fondovalle seriano

La frazione di Amora occupa la parte centrale del territorio comunale di Aviatico, ad un'altezza di circa 1.000 m s.l.m.
Situata sulle pendici della Cornagera, che in quella zona si fanno più dolci, si trova in posizione altamente panoramica sul sottostante paese di Albino, ma anche sulla media val Seriana e sulla pianura bergamasca. Il centro abitato si sviluppa in modo lineare dall'alto verso il basso, ad un'altezza compresa tra i 1.040 m s.l.m. della zona denominata Amora alta e gli 830 di Amora bassa.
Il suo territorio censuario, orograficamente incluso nella val Seriana, è delimitato a Nord dalla Cornagera stessa, ad Ovest dall'altra frazione di Ama, ad Est dalla località Camocco e quindi da Ganda, mentre a Sud dalle pendici che, con pendenza più marcata, conducono presso le località di Belloloco e Petello, incluse nella frazione di Bondo Petello, nel comune di Albino.
La rete viaria è molto semplice ed è composta da una sola arteria, la strada provinciale SP49 che la interseca perpendicolarmente e la collega sia con il capoluogo di Aviatico, distante circa un chilometro, che con Ganda, posto circa due chilometri più ad oriente, da cui poi è possibile raggiungere Orezzo e Gazzaniga.
È inoltre presente un'altra strada, costruita negli ultimi anni del XX secolo, che mette in comunicazione la zona di Amora bassa con l'altra frazione di Ama.
Vi sono inoltre numerosi sentieri e mulattiere, molto utilizzati nei secoli scorsi, che collegano il paese con i centri vicini quali Aviatico, Ama, Ganda, Petello e Comenduno.
Per ciò che concerne l'idrografia non molti sono i corsi d'acqua che bagnano il territorio: per lo più si tratta di piccoli torrenti che prendono vita a valle dell'abitato e che si gonfiano solo in seguito ad abbondanti piogge e che raccolgono le acque in eccesso provenienti dai monti circostanti.

## Storia

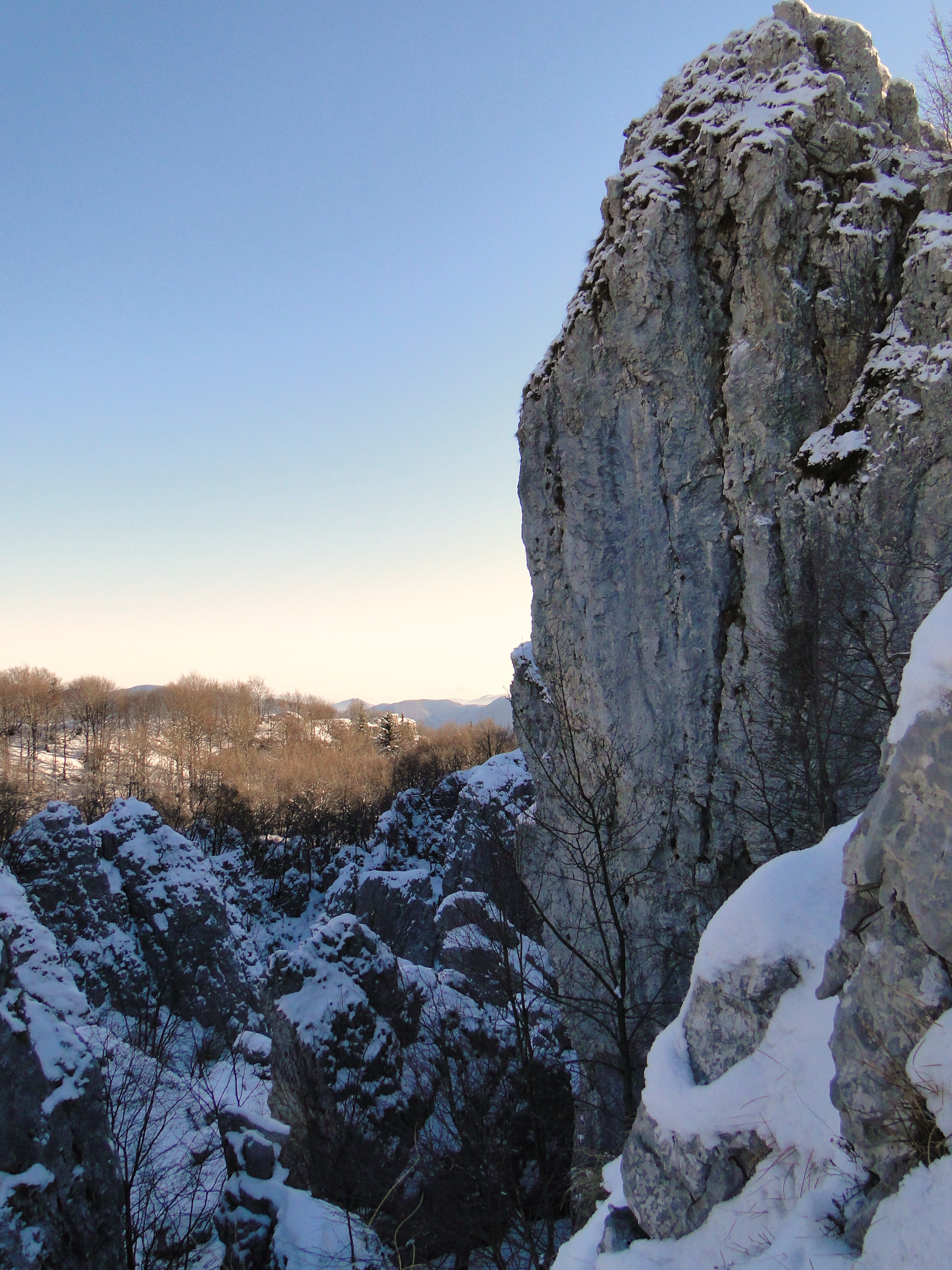
I torrioni della Cornagera, rifugio dei primi abitanti

Poche sono le informazioni riguardanti questo piccolo borgo montano.
Da sempre posto in una posizione defilata, Amora non ha mai vissuto sul proprio territorio episodi storici di rilievo, "subendo" le trasformazioni politiche che avvenivano nel resto della provincia o della regione.
Tra i primi documenti storici che riguardano la zona, vi è quello datato 957, nel quale l'imperatore Ottone II di Sassonia assegnava in feudo la valle Seriana al vescovo di Bergamo.
In quei tempi la zona di Amora era praticamente disabitata, utilizzata soltanto come transito da pastori nomadi che agivano tra le valli Seriana e Brembana.
Per quanto riguarda l'origine del nucleo abitativo, una leggenda vuole che questo sia stato formato da alcuni residenti del borgo di Aviatico che nell'anno 999 abbandonarono le loro abitazioni per stanziarsi in luoghi più riparati, tra cui le guglie della Cornagera, per via della grande paura derivante dall'avvento dell'anno 1000.
Tuttavia pare che, se non la fondazione, quantomeno il definitivo sviluppo del borgo, avvenne durante l'ondata di peste che si scatenò nel XIV secolo. In quel periodo gli abitanti dei vicini borghi, per sfuggire al morbo abbandonarono i luoghi abitati per rifugiarsi in località riparate. Tra queste vi era appunto Amora, che da quel periodo cominciò a svilupparsi, grazie soprattutto ad opere di disboscamento che resero utilizzabili a fini agricoli queste pendici poste in posizione assolata.
Ciò garantì coltivazioni di alberi da frutto, nonché uno sfruttamento dei pascoli per l'allevamento bovino, caprino ed ovino. Quest'ultima attività permise inoltre lo svilupparsi dei commerci, in quanto la lana prodotta veniva venduta alle industrie della val Gandino e della bassa val Seriana.

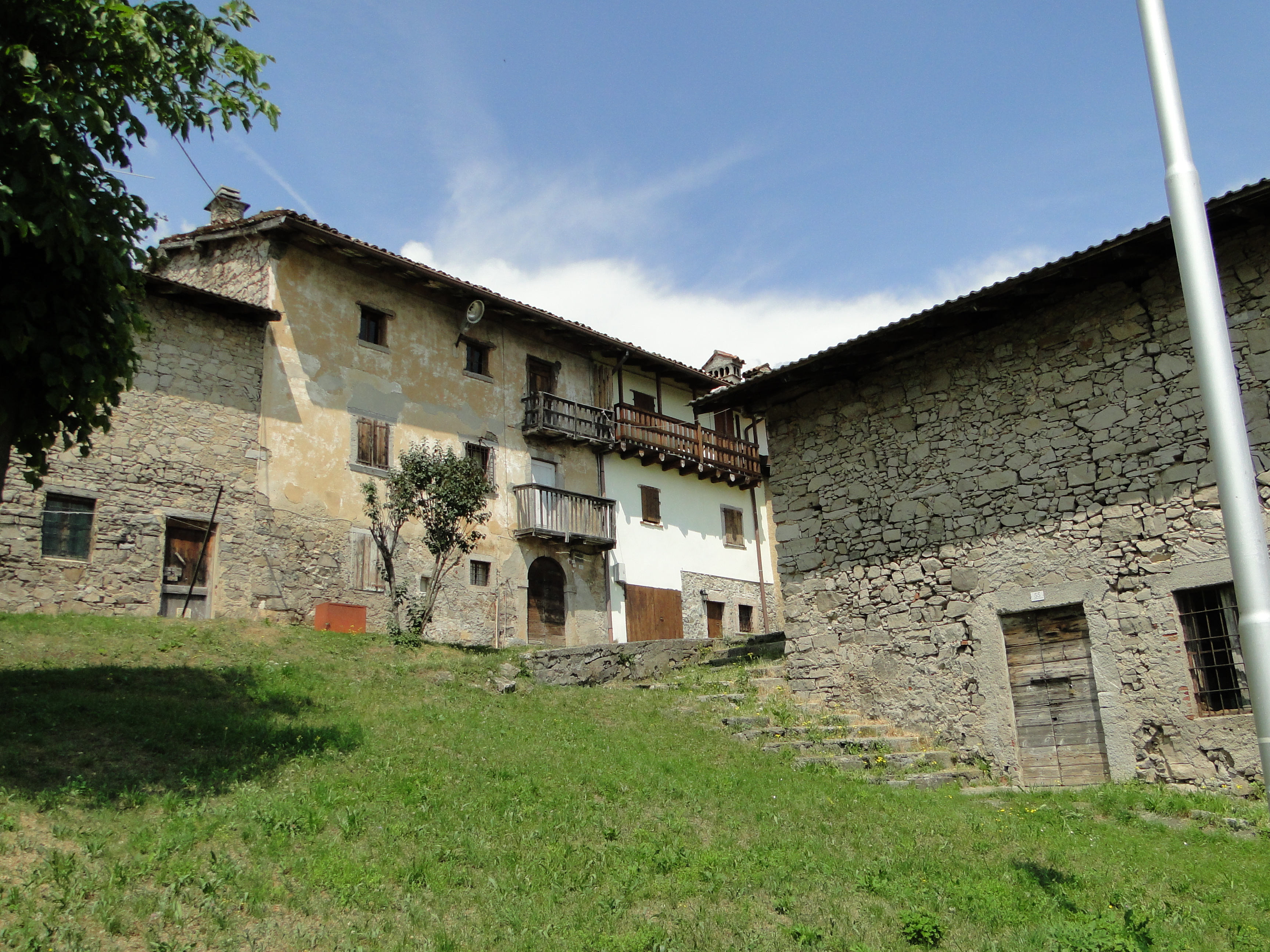
Edificio rustico, che identifica l’anima rurale del borgo

L'unico sussulto nella tranquilla vita del paese vi fu nel 1398 quando, nell'ambito delle lotte fratricide tra guelfi e ghibellini, il duca di Milano Barnabò Visconti si attivò per sottomettere la fazione guelfa dei Signori di Comenduno. Di fronte ai mercenari inviati dal duca milanese, numerosi guelfi cercarono di riparare in posti sicuri, trovando rifugio anche presso il borgo di Amora, posto a monte dell'abitato comendunese.
Per quanto riguarda l'aspetto religioso, inizialmente gli abitanti per assistere alle funzioni erano costretti a recarsi presso la chiesa di Albino, raggiungibile soltanto tramite angusti sentieri. Di conseguenza col tempo venne innalzata una piccola edicola, dedicata a "santa Maria Ausiliatrice", che fungeva da luogo di culto per il paese.
A livello amministrativo, in epoca tardo-medievale, il borgo venne incluso nelle competenze territoriali dell'entità denominata Comune Maggiore di Albino, comprendente numerosi centri del fondovalle, che poteva gestirne i terreni per uso comune.
Nel 1427, mentre numerose comunità della provincia di Bergamo chiesero aiuto alla Repubblica di Venezia, gli abitanti di Amora mantennero invece neutralità e sottomissione agli eventi, condizione ribadita anche nei confronti delle successive dominazioni francese, con la Repubblica Cisalpina, ed austriaca, con il Regno Lombardo-Veneto.
Un violento scossone alla tranquillità della popolazione venne dalla violenta epidemia di peste di manzoniana memoria, che tra il 1629 ed il 1631 ridusse notevolmente il numero degli abitanti. In seguito i sopravvissuti, in segno di ringraziamento, decisero di erigere un'altra cappelletta, dedicata a san Rocco.
In ambito amministrativo, il 6 luglio 1653 si svincolò dal comune di Albino ed ottenne lo status di contrada esterna, denominata Ama con Amora e Pradale, del Comune Maggiore di Albino.

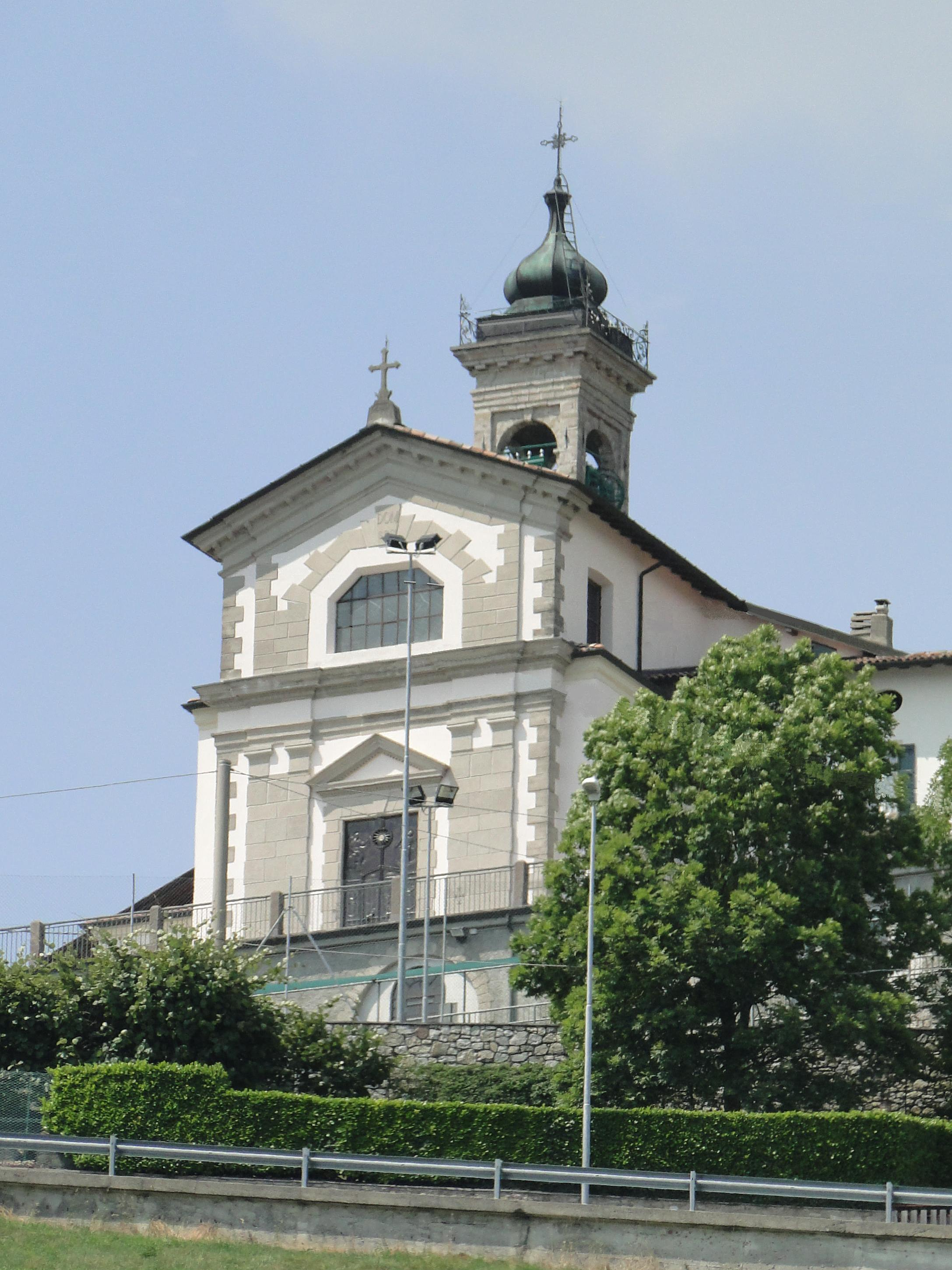
La chiesa parrocchiale di san Bernardino da Siena

Lo status di contrada esterna diede tuttavia qualche problema di interpretazione dal momento che in documenti del XVIII secolo i tre borghi vengono indicati talvolta come autonomi, talvolta come assoggettati ad Albino.
Nel corso del XVIII secolo le condizioni migliorarono, e con esse anche il numero degli abitanti, che alla metà del secolo arrivarono a 132 unità. Questa nuova condizione richiese un luogo di culto più grande che potesse soddisfare le nuove esigenze degli abitanti. Quindi la piccola chiesa di santa Maria Ausiliatrice fu prima riedificata, poi intitolata a san Bernardino da Siena e dal 1754 elevata a rango di parrocchiale.
Contestualmente il piccolo tempietto dedicato a san Rocco, che versava in condizioni di degrado e di abbandono, venne demolito.
Con l'avvento della napoleonica Repubblica Cisalpina si verificarono una serie di riorganizzazioni territoriali, la prima delle quali, avvenuta nel 1798 portò Amora nei confini di Aviatico, salvo poi essere inglobata nuovamente in quelli di Albino a partire dal 1809.
Il successivo cambio di dominazione, avvenuto nel 1816, inserì la zona tra le dipendenze dell'austriaco Regno Lombardo-Veneto, che decise l'accorpamento di Amora con Aviatico, in quella che è l'attuale configurazione territoriale.
I decenni seguenti, con il paese che nel 1859 entrò a far parte del Regno d'Italia, non videro episodi di rilievo, con gli abitanti (164 nel 1861), dediti a condurre una vita umile ma dignitosa, che tuttavia spesso obbligava a scegliere la via dell'emigrazione sia nei paesi del fondovalle, più appetibili dal punto di vista dei servizi offerti e delle opportunità professionali, sia all'estero.
A partire dalla seconda metà del XX secolo Amora fu al centro di un discreto sviluppo edilizio, con la costruzione di numerose case di villeggiatura, permesso dall'industria del turismo trainato dalla vicinanza di importanti realtà quali Selvino ed Aviatico, che favorì un incremento delle presenze nei fine settimana e nel periodo estivo.

## Etimologia
Incerte sono le origini del nome.
Secondo lo storico Antonio Tiraboschi dovrebbe derivare da Dimora, in quanto originariamente nel luogo erano presenti alcune capanne utilizzate appunto come dimora dai pastori nomadi, nelle quali si insediarono i primi abitanti. Da "Dimora" si passò quindi a "Damora" fino all'attuale Amora. Sulla stessa lunghezza d'onda anche il Rosa, altro storico locale, che ipotizza una derivazione dal celtico "ham" (abitazione).
Differente teoria quella perorata da Umberto Zanetti, il quale teorizza che l'origine sia derivata dal lemma di origine mediterraneo "ama", indicante una puntura di cespugli spinosi, toponimo peraltro riscontrabile anche nell'altra vicina frazione di Ama.

## Luoghi d'interesse
La frazione offre una condizione climatica molto favorevole, soprattutto nel periodo estivo, periodo in cui si può godere di temperature più miti rispetto al fondovalle. Inoltre vi sono numerose opportunità per chi volesse passare un po' di tempo immerso nella natura, con sentieri che si snodano nei boschi circostanti.
Il principale è quello che, contrassegnato con il segnavia del CAI numero 537, lo collega con Ama e scende verso le località di Petello (con l'omonimo santuario) e Comenduno, frazione di Albino.
In ambito architettonico, degna di nota è la chiesa di san Bernardino da Siena (dal 1986 unita alla parrocchia di Aviatico). Riedificata nel corso del XVIII secolo, al proprio interno custodisce opere pittoriche di buon pregio, tra cui un’Ultima Cena, la Madonna del Carmine ed il Sacrificio di Isacco, eseguite da artisti locali.